# Liste der Ortschaften im Bezirk Feldkirchen
Die Liste der Ortschaften im Bezirk Feldkirchen enthält die Gemeinden und ihre zugehörigen Ortschaften im Kärntner Bezirk Feldkirchen (in Klammern stehen die Einwohnerzahlen zum Stand 1. Jänner 2025).
- Gemeinde Albeck
  - Albeck Obere Schattseite (18)
  - Albeck Untere Schattseite (21)
  - Benesirnitz (86)
  - Egarn (13)
  - Frankenberg (27)
  - Grillenberg (60)
  - Hochrindl (49)
  - Hochrindl-Alpl (21)
  - Hochrindl-Kegel (59)
  - Hochrindl-Tatermann (21)
  - Hofern (32)
  - Holzern (1)
  - Kalsberg (49)
  - Kogl (11)
  - Kruckenalm (0)
  - Lamm (12)
  - Leßnitz (2)
  - Neualbeck (14)
  - Oberdörfl (26)
  - Obereggen (4)
  - Seebachern (0)
  - Sirnitz (285)
  - Sirnitz-Schattseite (26)
  - Sirnitz-Sonnseite (7)
  - Sirnitz-Winkl (21)
  - Spitzwiesen (19)
  - St. Ruprecht (25)
  - Stron (21)
  - Unterdörfl (14)
  - Untereggen (12)
  - Weitental (0)
  - Wippa (9)

- Gemeinde Feldkirchen in Kärnten
  - Adriach (11)
  - Agsdorf-Gegend (9)
  - Aich (14)
  - Albern (38)
  - Alpen (6)
  - Bösenlacken (103)
  - Briefelsdorf (241)
  - Buchscheiden (117)
  - Debar (33)
  - Dellach (149)
  - Dietrichstein (9)
  - Dobra (19)
  - Dolintschig (54)
  - Eberdorf (29)
  - Egg (59)
  - Elbling (20)
  - Farcha (44)
  - Fasching (9)
  - Feistritz (209)
  - Feldkirchen in Kärnten (2922)
  - Förolach (17)
  - Glan (107)
  - Glanblick (95)
  - Glanhofen (256)
  - Gradisch (6)
  - Guttaring (15)
  - Haiden (449)
  - Hart (45)
  - Höfling (299)
  - Ingelsdorf (96)
  - Kallitsch (63)
  - Klachl (58)
  - Klausen (54)
  - Klein St. Veit (131)
  - Kofl (10)
  - Krahberg (271)
  - Kreuth (40)
  - Laboisen (426)
  - Lang (35)
  - Leinig (104)
  - Leiten (74)
  - Lendorf (92)
  - Liebetig (114)
  - Lindl (812)
  - Maltschach (83)
  - Markstein (547)
  - Mattersdorf (49)
  - Metzing (181)
  - Micheldorf (142)
  - Naßweg (53)
  - Niederdorf (81)
  - Oberglan (440)
  - Pernegg (33)
  - Persching (48)
  - Poitschach (33)
  - Poitschach-Baracke (0)
  - Poitschachgraben (4)
  - Pökelitz (2)
  - Pollenitz (18)
  - Powirtschach (98)
  - Prägrad (86)
  - Praschig (3)
  - Rabensdorf (199)
  - Radweg (296)
  - Raunach (48)
  - Rennweg (6)
  - Rottendorf (130)
  - Seitenberg (80)
  - Sittich (105)
  - Sonnrain (198)
  - St. Martin (264)
  - St. Nikolai (144)
  - St. Ruprecht (934)
  - St. Stefan (113)
  - St. Ulrich (595)
  - Stocklitz (108)
  - Strußnighof (7)
  - Tramoitschig (168)
  - Tschwarzen (89)
  - Unterberg (55)
  - Untere Glan (83)
  - Unterrain (57)
  - Wachsenberg (29)
  - Waiern (1109)
  - Weit (34)
  - Zingelsberg (12)

- Gemeinde Glanegg
  - Bach (11)
  - Besendorf (56)
  - Deblach (11)
  - Flatschach (25)
  - Friedlach (258)
  - Glanegg (233)
  - Glantscha (43)
  - Gösselsberg (49)
  - Gramilach (105)
  - Grintschach (15)
  - Haidach (75)
  - Kadöll (123)
  - Krobathen (34)
  - Kulm (11)
  - Maria Feicht (151)
  - Maria Feicht-Gegend (16)
  - Mauer (67)
  - Mautbrücken (66)
  - Meschkowitz (8)
  - Metschach (6)
  - Paindorf (43)
  - Rottendorf (48)
  - Schwambach (74)
  - St. Gandolf (8)
  - St. Leonhard (96)
  - Tauchendorf (137)
  - Unterglanegg (11)

- Gemeinde Gnesau
  - Bergl (81)
  - Eben (20)
  - Gnesau (380)
  - Görzberg (13)
  - Görzwinkl (12)
  - Gurk (97)
  - Haidenbach (76)
  - Maitratten (40)
  - Mitteregg (1)
  - Sonnleiten (117)
  - Weißenbach (48)
  - Zedlitzdorf (149)

- Gemeinde Himmelberg
  - Außerteuchen (122)
  - Dragelsberg (67)
  - Draschen (9)
  - Eden (0)
  - Flatschach (105)
  - Fresen (10)
  - Glanz (1)
  - Grilzgraben (15)
  - Grintschach (41)
  - Himmelberg (554)
  - Hochegg (6)
  - Kaidern (32)
  - Klatzenberg (36)
  - Kösting (12)
  - Kraß (71)
  - Lassen (10)
  - Linz (55)
  - Manessen (19)
  - Oberboden (131)
  - Pichlern (132)
  - Pojedl (68)
  - Sallach (12)
  - Saurachberg (112)
  - Schleichenfeld (135)
  - Schwaig (25)
  - Sonnleiten (68)
  - Spitzenbichl (14)
  - Tiebel (68)
  - Tiffnerwinkl (135)
  - Tobitsch (76)
  - Tschriet (5)
  - Werschling (87)
  - Winklern (12)
  - Wöllach (31)
  - Zedlitzberg (53)

- Gemeinde Ossiach
  - Alt-Ossiach (260)
  - Ossiach (111)
  - Ostriach (168)
  - Rappitsch (178)
  - Tauern (7)
  - Untertauern (0)

- Gemeinde Reichenau
  - Ebene Reichenau (335)
  - Falkertsee (38)
  - Hinterkoflach (85)
  - Lassen (11)
  - Lorenzenberg (34)
  - Mitterdorf (81)
  - Patergassen (230)
  - Plaß (30)
  - Rottenstein (42)
  - Saureggen (24)
  - Schuß (42)
  - Seebach (29)
  - St. Lorenzen (15)
  - St. Margarethen (100)
  - Turracherhöhe (76)
  - Vorderkoflach (68)
  - Vorwald (224)
  - Waidach (12)
  - Wiederschwing (46)
  - Wiedweg (69)
  - Winkl (104)

- Gemeinde St. Urban
  - Agsdorf (371)
  - Agsdorf-Gegend (111)
  - Bach (139)
  - Bach-St. Urban (50)
  - Buggl in Bach (9)
  - Eggen (2)
  - Gall (47)
  - Gasmai (15)
  - Göschl (10)
  - Gößeberg (7)
  - Grai (9)
  - Hafenberg (54)
  - Kleingradenegg (7)
  - Lawesen (8)
  - Oberdorf (234)
  - Reggen (54)
  - Retschitz (49)
  - Retschitz-Simonhöhe (8)
  - Rittolach (10)
  - Rogg (42)
  - Simonhöhe (48)
  - St. Paul (5)
  - St. Urban (140)
  - Stattenberg (41)
  - Trenk (98)
  - Tumpf (12)
  - Zirkitz (22)
  - Zwattendorf (37)

- Gemeinde Steindorf am Ossiacher See
  - Apetig (44)
  - Bichl (17)
  - Bodensdorf (1162)
  - Burg (39)
  - Burgrad (8)
  - Golk (10)
  - Langacker (28)
  - Nadling (195)
  - Ossiachberg (52)
  - Pfaffendorf (120)
  - Regin (16)
  - Sonnberg (43)
  - Sankt Urban am Ossiacher See (39)
  - Steindorf am Ossiacher See (497)
  - Stiegl (317)
  - Tiffen (188)
  - Tratten (116)
  - Tscherneitsch (17)
  - Tschöran (484)
  - Unterberg (378)
  - Winkl Ossiachberg (74)

- Gemeinde Steuerberg
  - Dölnitz (20)
  - Eden (1)
  - Edern (22)
  - Edling (35)
  - Felfern (41)
  - Fuchsgruben (59)
  - Glabegg (12)
  - Goggau (13)
  - Graben (38)
  - Hart (144)
  - Hinterwachsenberg (4)
  - Jeinitz (29)
  - Kerschdorf (124)
  - Köttern (77)
  - Kraßnitz (25)
  - Niederwinklern (22)
  - Pölling (27)
  - Prapra (7)
  - Regenfeld (44)
  - Rennweg (169)
  - Rotapfel (45)
  - Sallas (0)
  - Sassl (5)
  - Severgraben (4)
  - St. Martin (4)
  - Steuerberg (148)
  - Thörl (7)
  - Unterhof (62)
  - Wabl (24)
  - Wachsenberg (361)
  - Wiggis (0)